# Orihove-Donețke, Sloveanoserbsk
Orihove-Donețke (în ucraineană Оріхове-Донецьке) este un sat în comuna Trohizbenka din raionul Sloveanoserbsk, regiunea Luhansk, Ucraina.

## Demografie
Componența lingvistică a localității Orihove-Donețke
     Rusă (91,3%)
     Ucraineană (8,7%)
Conform recensământului din 2001, majoritatea populației localității Orihove-Donețke era vorbitoare de rusă (91,3%), existând în minoritate și vorbitori de ucraineană (8,7%).